# Sigmodontinae
Glodarska nadporodica Sigmodontinae obuhvata pacove i miševe Novog sveta, sa najmanje 376 vrsta. Mnogi autoriteti uključuju Neotominae i Tylomyinae kao deo šire definicije Sigmodontinae. Kada se uvrste ti rodovi, broj vrsta je najmanje 508. Njihova distribucija obuhvata veći deo Novog sveta, ali su rodovi pretežno južnoamerički, kao što je Brucepattersonius. Oni su izvršili invaziju Južne Amerike iz Centralne Amerike kao deo Velike američke razmene pred kraj miocena, pre oko 5 miliona godina. Sigmodontinci su nastavili da se eksplozivno diverzifikuju na ranije izolovanom kontinentu. Oni naseljavaju mnoge od istih ekoloških niša koje Murinaezauzimaju u Starom svetu.

## Literatura
- D'Elía, G.; Luna, L.; González, E. M.; Patterson, B. D. (фебруар 2006). „On the Sigmodontinae radiation (Rodentia, Cricetidae): An appraisal of the phylogenetic position of Rhagomys”. Molecular Phylogenetics and Evolution. Elsevier. 38 (2): 558—564. PMID 16213166. doi:10.1016/j.ympev.2005.08.011.
- Steppan, Scott J. (1996). „Sigmodontinae: Neotropical mice and rats”. Tree of Life web project. Приступљено 2010-04-14. Спољашња веза у |work= (помоћ)